# Los Niños de los Ojos Rojos

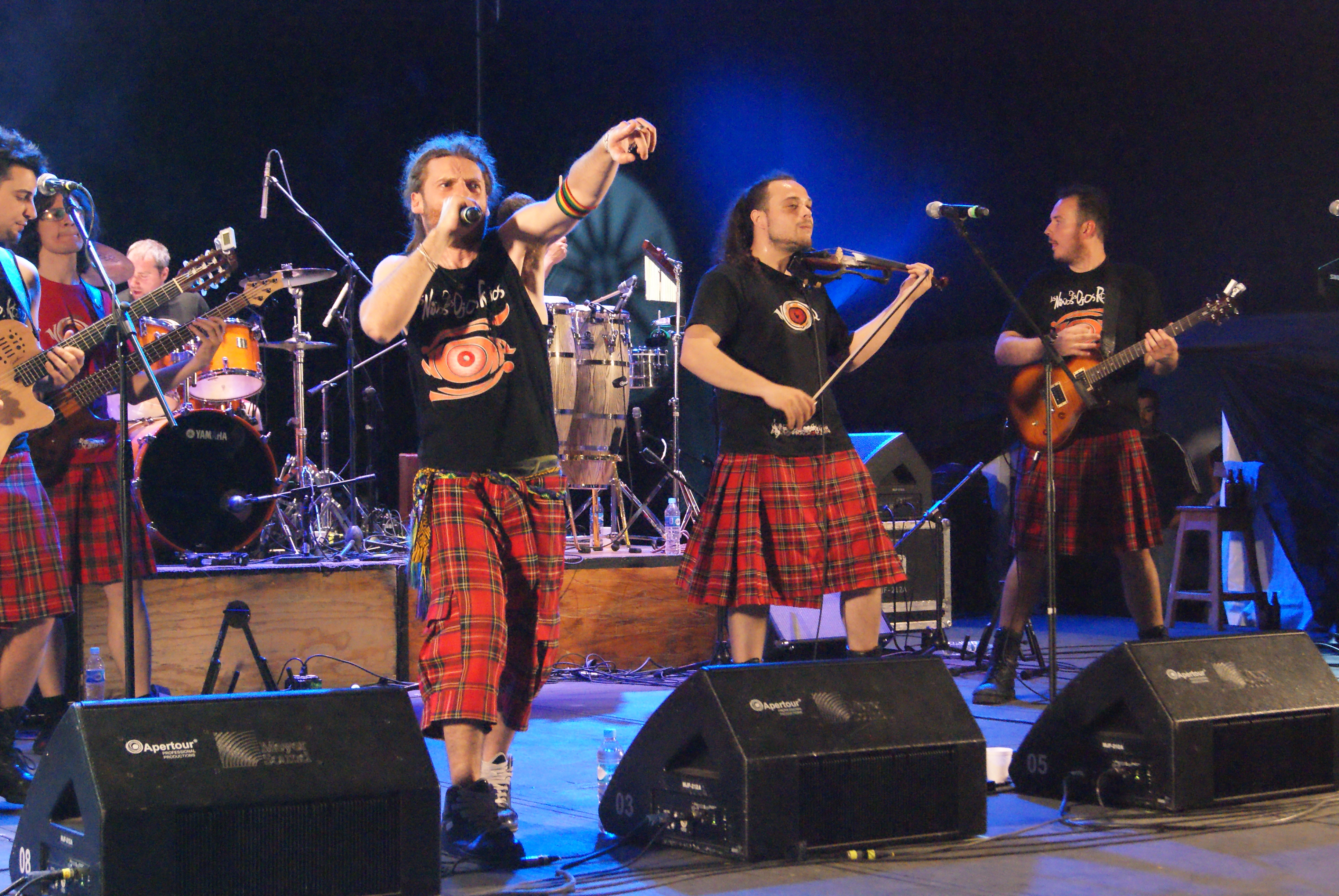
Los Niños de los Ojos Rojos en un concierto en el Zócalo de Puebla

Los Niños de los Ojos Rojos, también conocida como NOR es una banda de española de música folk de procedencia extremeña que se distinguen por su característico estilo en el que fusionan sonidos tradicionales de irlanda o los balcanes con ritmos como el rock, el hip hop, el ska o el funky definido por el propio grupo como una "fusión atemporal de géneros".

## Historia
La banda se formó en 1999 en la ciudad de Cáceres cuando sus componentes que hacían "música para turistas" deciden unirse En sus inicios tocaban música tradicional irlandesa, fusionándola con funk y blues. Se autoeditaron su primer disco "Venga enseguida" del que vendieron unas 2000 unidades. Con la llegada de nuevos integrantes empezaron a incluir ritmos balcánicos además de hip-hop, rock o ska y lanzaron su segundo álbum: Hijos del humo producido por Extremedios en (2005) del que llevan vendidas más de 13 000 unidades y en el que contaron con colaboraciones como la del vocalista de Celtas Cortos, Jesús Cifuentes o Diego Antúnez. En 2010 lanzan su tercer álbum: "Lo veo todo claro" en el que continúan con su apuesta por una música independiente y vanguardista basada en el folk europeo de origen tradicional Irlandés, Extremeño, Griego o Balcánico, fusionada con ritmos más modernos como el hip hop, el disco, el reggae, el ska o el funky. y con colaboraciones de lujo en la que cabe destacar a Jorge Pardo (Paco de Lucía, Camarón, etc.)
Casi mil conciertos después, incansables, siguen encima de los escenarios, algunos de ellos formando parte del cartel de alguno de los festivales más importantes de España como el Viñarock, el WOMAD o el Extremúsika. 
En 2009 ofrecen su actuación más multitudinaria hasta la fecha, sería dentro de su concierto dentro del Belgrad beer fest ante más de 200.000 personas. 
En 2010 en el mes de abril realizan su primera gira de ocho conciertos por los países Balcánicos (Croacia, Bosnia, Serbia...).
En mayo de ese mismo año viajan hasta México con otras cinco actuaciones donde consiguen una repercusión muy notable actuando en programas de TV nacionales como Animal Nocturno o en eventos como el Festival por las culturas en resistencia Ollín kan en México D.F. o el Festival Barroquísimo celebrado en la ciudad de Puebla.
Fueron además coprotagonistas del documental de Montxo Armendáriz y Luis Pastor “Escenario Móvil” en el que además colaboraron en su banda sonora.
Han aparecido en televisión en multitud de programas, en España destacan sus dos participaciones en los conciertos de Radio 3 de La2 de TVE y en uno de los capítulos del programa Vidas anónimas de La sexta TV. En México todavía se recuerda su espectacular actuación en el programa de máxima audiencia Animal nocturno de TV Azteca, así como en televisiones de Belgrado: Vip Music Club o Zagreb: transmeet.tv
En 2014 vuelven a visitar México, pasando de nuevo por el Festival Internacional Ollin kan, esta gira también les ha llevado por Portugal y como uno de los puntos culminantes, El Festival Esperanzah, celebrado en Barcelona, acompañando a artistas como Manu Chao, Txarango, etc.
Después de una intensa temporada en el estudio en 2014, en 2017 se publica su cuarto disco, titulado "Regreso a la comarca", y en el que se puede escuchar una vuelta a sus raíces más Folks, aunque, como es su sello habitual sin olvidar el mestizaje que les ha hecho destacar y estar en la vanguardia de las formaciones de música tradicional.
En 2017 realizan su última dos actuaciones en México D.F. reencontrándose con uno de sus públicos más queridos. También en este año abandona la banda Óscar Trigoso, batería de la banda desde el año 2004 y representante de la misma del 2.014 al 2017.
En el año 2018 abandona la banda Pedro Mario López (guitarra española, bouzuki) componente desde el 2003
En el año 2019 deja la banda Miguel Ángel Sánchez (whistle, flauta travesera) componente desde el 2001

## Discografía
- Venga enseguida. Autoproducido (2001)
- Hijos del humo. Extremedios (2005)
- Lo veo todo claro. NOR Producciones (2010)
- Regreso a la Comarca (2017)